# ریوجی کیتا
ریوجی کیتا (انگلیسی: Ryūji Kita; ۱ ژانویهٔ ۱۹۰۵ – ۱۶ آوریل ۱۹۷۲) بازیگر اهل ژاپن بود.
از فیلم‌ها یا برنامه‌های تلویزیونی که وی در آن نقش داشته است می‌توان به بعدازظهر پاییزی، گل بهاری، و آخر پاییز اشاره کرد.